# اردمین
 اردمین  روستایی است از توابع بخش نوبران شهرستان ساوه در استان مرکزی ایران.

## جمعیت
این روستا در دهستان آق‌کهریز قرار دارد و براساس سرشماری مرکز آمار ایران در سال ۱۳۸۵، جمعیت آن ۱۹۹ نفر (۸۴ خانوار) است.